# 道森維爾 (密蘇里州)
道森維爾（英語：Dawsonville），又名錫蒂布拉夫（City Bluff）、道森（Dawson）、哈爾薩斯費里（Halsas Ferry），是位於美國密蘇里州諾德韋縣的非建制地區。

## 歷史
道森維爾（名為道森）的郵局於1880年設立，其後於1904年停運。

## 地理
道森維爾所處的海拔為高於海平面290米（即951英呎），而該地所採用的時區為UTC-6，即北美中部時區（CST）。同時該地設有夏令時間，為UTC-6調快一小時，即UTC-5（CDT）。